# تومویوکی فورومایا
تومویوکی فورومایا (انگلیسی: Tomoyuki Furumaya؛ زادهٔ ۱۴ نوامبر ۱۹۶۸) کارگردان فیلم، و فیلم‌نامه‌نویس اهل ژاپن است.